# Hnefatafl

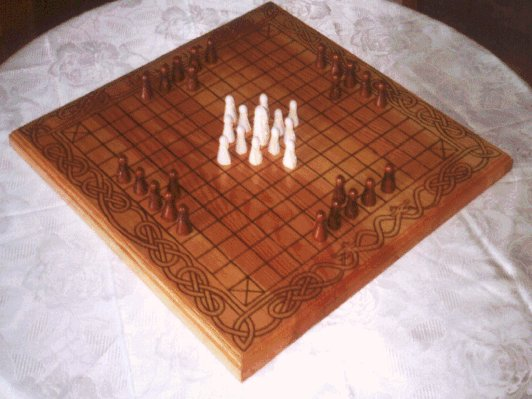
Hnefatafl

Hnefatafl (Koningstafel) is een strategisch bordspel. Het is bedacht door de Vikingen en was populair voordat het schaken opkwam, ongeveer rond 1100. Het spel kent eenvoudigere regels dan schaken, maar is strategisch gezien op zijn minst even moeilijk. Speltheoretisch gaat het hier om een niet-symmetrisch spel (meerderheids/minderheidsspel).

## Geschiedenis
De spellen van de Romeinen zoals ludus latrunculorum gingen van gelijkwaardige partijen en de veldslag uit. In de belevingswereld van de Germanen en Vikingen was juist de ongelijke strijd en de overval op een koning en zijn lijfwacht herkenbaar. Hnefatafl lijkt op het Romeinse spel gebaseerd te zijn. In Engeland is het bordspel pas aantoonbaar als onderdeel van de latinisering in de eerste eeuw van onze jaartelling.
Het spel (Hnefa)Tafl wordt genoemd in de Edda, de IJslandse sagen. Het oudste teruggevonden bord is een fragment van een spelbord van 18x18 velden (Denemarken, gedateerd op ca. 400 na Chr).
De Vikingen hebben het spel verspreid. Het is teruggevonden in Groenland, IJsland, Ierland, Wales en Oekraïne. Tot in de elfde eeuw was het populair, waarna het Tafl snel werd verdrongen door Schaak. De laatste bronverwijzingen zijn uit 1587 (Tawlbwrrd, Wales) en 1732 (Tablut, Lapland).
Het spel wordt gespeeld in verschillende varianten, op een bord van 7x7 velden (Ard Ri en Brandubh) tot een bord van 19x19 velden (Alea Evangeli). Alleen van het spel Tablut zijn min of meer betrouwbare spelregels beschikbaar.

## Doel en spelregels
Hnefatafl behoort tot de Tafl-familie. Dat zijn spellen voor twee spelers, waarbij de ene partij numeriek zwakker is dan de andere, maar door het strategisch objectief niet noodzakelijk in het nadeel is. In enkele gevallen is de spelwaarde of kracht van een stuk van de numeriek zwakke partij groter dan dat van de in aantal grotere tegenpartij.
Het doel is om de koning te verplaatsen naar een van de uiterste hoeken van het spelbord (indien je als wit speelt), of dit te voorkomen (indien je als zwart speelt). Er is echter geen volledige consensus rond spelregels aangezien bronnen schaars en onvolledig zijn. De spelregels zoals hier omschreven werden tentoongesteld tijdens de tentoonstelling Wij Vikingen in het Fries Museum.

De beginstelling op een speelbord van 11x11 speelvlakken.

### Bord en beginstelling
Het bordspel bestaat uit een vierkanten raster met 11x11 speelvelden. Wit, de verdedigende kant, heeft 13 pionnen: 12 soldaten en 1 koning. De koning staat in het midden van het spelbord geplaatst, op de troon, en de soldaten staan in een ruit rondom de koning. Zwart, de aanvallende kant, heeft 24 pionnen, allemaal soldaten, die in vier formaties van zes pionnen, in een 1-5 formatie, centraal aan elke zijde van het spelbord opgesteld staan.

### Spelverloop
De spelers mogen per beurt 1 pion horizontaal of verticaal verplaatsen. De pionnen mogen zover als mogelijk verplaatst worden (net zoals de toren in schaken). Je mag echter niet:
- Over een ander stuk heen springen;
- Op hetzelfde vlak van een andere pion staan;
- Een pion op de uiterste hoeken van het spelbord plaatsen. Enkel de koning mag hier staan;
- Een beurt eindigen op de troon. Zelfs de koning mag niet terug op de troon geplaatst eenmaal het verplaatst is;

Een pion wordt geslagen indien het langs 2 kanten (horizontaal of verticaal) klem gezet werd door de tegenstander. Dit geldt ook indien een pion is klemgezet tussen 1 vijandige pion en een van de 4 burchten.

### Winnen
De verdedigende kant wint het spel indien de koning een van de uiterste hoeken van het spelbord heeft bereikt. De aanvallende kant wint het spel indien de koning langs vier kanten is klemgezet. Dit geldt ook indien de koning is klemgezet door drie witte pionnen en de troon.

## Varianten
Van het spel bestaan verschillende varianten waaronder:
- Tablut (Finse variant, alleen van deze historische variant bestaan min of meer betrouwbare regels)
- Fox and Geese (van deze variant zou Koning Eduard IV van Engeland 2 sets hebben opgenomen in zijn boekhouding)
- Cows & Leopards (afkomstig uit Ceylon)
- Tigers and Goats (afkomstig uit Nepal)
- Citadel/Belegh van Woerden (uitgegeven door Jumbo)
- Vossen & Kippen/De Slimme Vos (uitgegeven door MB)
- Bolwerk (uitgegeven door Hema)